# Магнитна верига
Концепцията за магнитни вериги се ползва от аналогията между уравненията, описващи магнитно поле в материали без хистерезис и електрични вериги. Чрез тази концепция като се ползват подробно разработените за електричните вериги методи и техники могат опростено да се предвидят магнитните полета на сложни устройства, като трансформатори например.
Една магнитна верига е съставена от един или повече затворени контура (пътища) удържащи магнитен поток. Най-общо включва магнитни елементи, такива като постоянни магнити, феромагнитни материали и електромагнити, но може да включва и въздушни междини и други материали.
Някои примери за магнитни вериги са следните:
- подковообразен магнит с желязна магнитна котва (верига с ниско магн. съпротивление)
- подковообразен магнит без котва (верига с високо магн. съпротивление)
- електродвигател (верига с изменящо се магн. съпротивление)

## Резюме на законите в магнитни вериги
В таблицата по долу са резюмирани теорията на електрическите вериги и теорията магнитните вериги.
| Магнитен еквивалент                              | Означение, символ                                                     | Мерна единица | Електричен еквивалент                        | Символ                                                                 |
| ------------------------------------------------ | --------------------------------------------------------------------- | ------------- | -------------------------------------------- | ---------------------------------------------------------------------- |
| Определяне на магнитодвижеща сила (МДС)          | {\displaystyle {\mathcal {F}}=\int \mathbf {H} \cdot \,d\mathbf {l} } |               | Определяне на електродвижеща сила (ЕДС)      | {\displaystyle {\mathcal {E}}=\int \mathbf {E} \cdot \,d\mathbf {l} }  |
| Магнитодвижеща сила (МДС)                        | {\displaystyle \scriptstyle {\mathcal {F}}}                           | Ампер-навивки | Електродвижеща сила (ЕДС)                    | {\displaystyle \scriptstyle {\mathcal {E}}}                            |
| Интензитет (напрегнатост) на магнитно поле       | H                                                                     | Ампер/метър   | Интензитет (напрегнатост) на електрично поле | E – (V) – единица волт                                                 |
| Магнитен поток                                   | φ                                                                     | Вебер         | Електричен ток                               | I – (А) – единица ампер                                                |
| Закон на Хопкинсън                               | {\displaystyle {\mathcal {F}}=\phi {\mathcal {R}}_{m}}                |               | Закон на Ом                                  | {\displaystyle {\mathcal {E}}=IR}                                      |
| Магнитно съпротивление                           | {\displaystyle \scriptstyle {\mathcal {R}}_{m}}                       | 1/Хенри       | Електрично съпротивление                     | R – (Ω) – единица ом                                                   |
| Магнитна проводимост                             | {\displaystyle {\mathcal {P}}=1/{\mathcal {R}}_{m}}                   | Хенри         | Електрическа проводимост                     | {\displaystyle {\mathcal {R}}=1/{\mathcal {R}}} – (S) – единица Сименс |
| Връзка между B и H                               | {\displaystyle \mathbf {B} =\mu \mathbf {H} }                         |               | Закон на Ом за част от веригата              | {\displaystyle \mathbf {J} =\sigma \mathbf {E} }                       |
| Магнитна индукция (плътност на магнитен поток) B | B                                                                     | Тесла         | Плътност на тока                             | J                                                                      |
| Магнитна проницаемост                            | μ                                                                     | Хенри/метър   | Специфична електрическа проводимост          | σ                                                                      |

## Закон на Хопкинсон
Този закон носи името на британския инженер Джон Хопкинсън (John Hopkinson). Той установява връзката между магнитен поток, магнитодвижеща сила и магнитно съпротивление
{\displaystyle {\mathcal {F}}=\phi {\mathcal {R}}_{m},}
където {\displaystyle \scriptstyle {\mathcal {F}}} е магнитодвижещата сила (МДС) върху магнитен елемент, {\displaystyle \phi } е магнитния поток през магнитния елемент, и {\displaystyle \scriptstyle {\mathcal {R}}_{m}} е магнитното съпротивление на този елемент. Подобно на закона на Ом, закона на Хопкинсон може да се разглежда или като емпиричен закон работещ при определни условия, или като дефиниция за магнитно съпротивление.